# Dicranomyia (Caenoglochina) vorax
Dicranomyia (Caenoglochina) vorax is een tweevleugelige uit de familie steltmuggen (Limoniidae). De soort komt voor in het Neotropisch gebied.